# Stanisław Tekieli
Stanisław Tekieli (ur. 18 września 1965 w Warszawie, zm. 19 listopada 2020 tamże) – polski dziennikarz, pisarz i tłumacz.

## Życiorys
Ukończył LIII Liceum Ogólnokształcące Stowarzyszenia PAX pod wezwaniem św. Augustyna. Studiował orientalistykę na Uniwersytecie Warszawskim, której jednak nie ukończył. Był korespondentem wojennym „Gazety Wyborczej” podczas konfliktu w Jugosławii. W latach 2001–2003 zbierał zeznania polskich świadków Zagłady Żydów dla United States Holocaust Memorial Museum w Waszyngtonie. Współpracował również z Batelle Memorial Institute of Technology w Columbus. W latach 1998–2007 był analitykiem Ośrodka Studiów Wschodnich.
Opowiadania publikował na łamach „brulionu” i „Lampy i Iskry Bożej”.

## Publikacje
- Burdubasta albo Skapcaniały osioł, czyli Łacina dla snobów: 139 sentencji i powiedzeń łacińskich w sposób jak najprostszy wyłożonych, z pretensjonalnymi cokolwiek przypisami filologiczno-kulturowymi (Poradnia K, Warszawa, 2015; ISBN 978-83-63960-07-0)
- Burdubasta Bis (Poradnia K, Warszawa, 2016; ISBN 978-83-63960-51-3)
- Historie z dziupli („Lampa i Iskra Boża”, Warszawa, 2004; ISBN 83-89603-05-5)
- Klątwa Rabina i inne warszawskie mity (Bellona, Warszawa, 2020; ISBN 978-83-11-15874-0)
- Porucznik Stawropulos i tajemnica Lewity (Poradnia K, Warszawa, 2015; ISBN 978-83-63960-22-3; wspólnie z Adamem Widmańskim)